# Joachim Schroedter

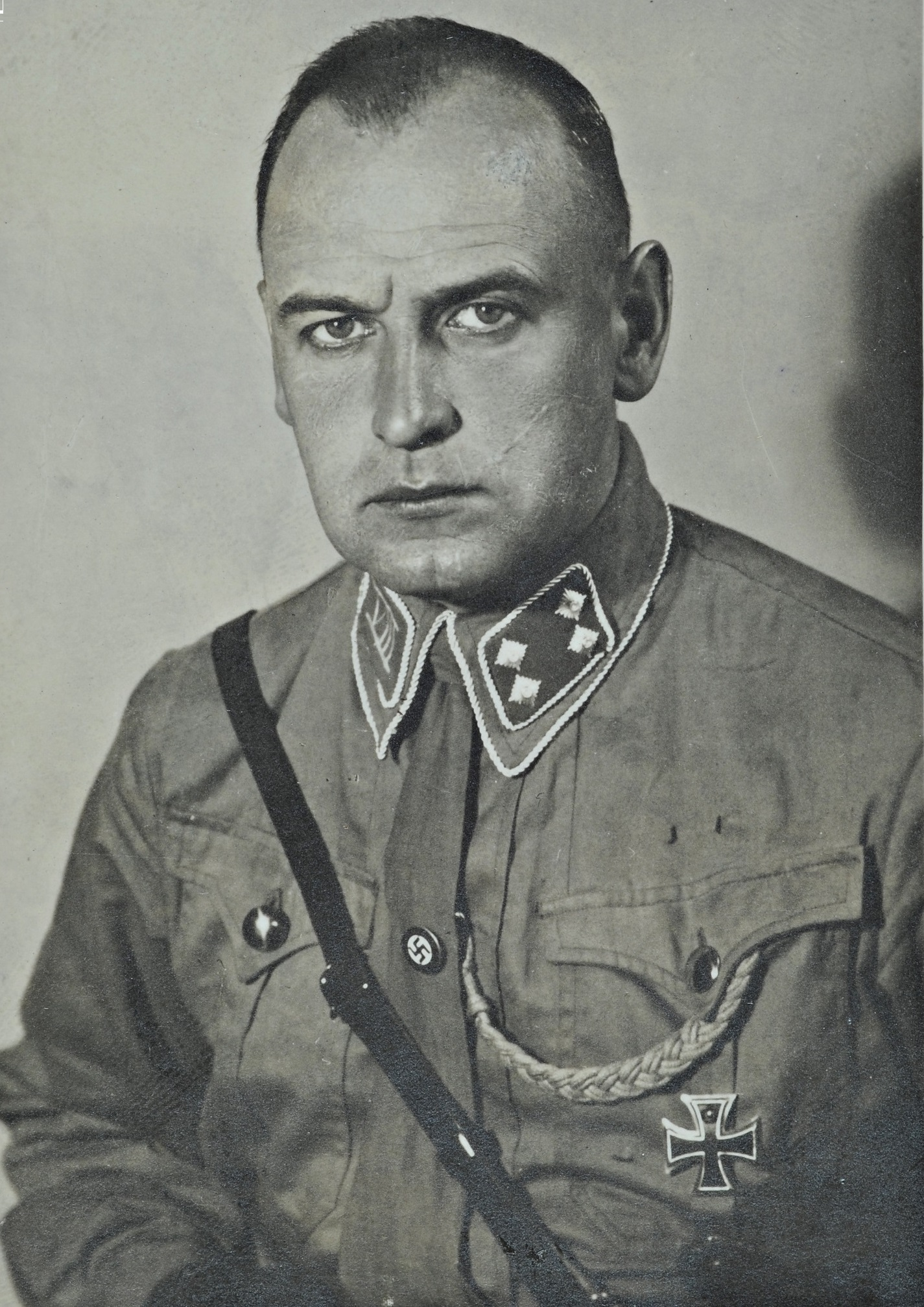
Joachim Schroedter in der Uniform eines SA-Obersturmbannführers (1931).

Joachim Schroedter (* 2. April 1897 in Breslau; † 1. Juli 1934 in Dresden) war ein deutscher Mediziner, SA-Führer und eines der Opfer des so genannten Röhm-Putsches.

## Leben und Wirken

### Frühes Leben und Erster Weltkrieg
Schroedter war der Sohn des Alfred Schroedter, dem Bevollmächtigten der Bergwerksgesellschaft G. v. Giesches Erben, und seiner Ehefrau Frieda, geborene Doemmel. Von 1903 bis 1914 besuchte er das Realgymnasium am Zwinger in Breslau.
Kurz nach dem Ausbruch des Ersten Weltkriegs im Sommer 1914 trat Schroedter als Kriegsfreiwilliger in das 11. Grenadierregiment ein, mit dem er bis zum Kriegsende an der Westfront kämpfte. Sein Abitur bestand er am 11. Juni 1915 während eines Fronturlaubs. Im Krieg wurde er mit dem Eisernen Kreuz beider Klassen, der württembergischen und Hessische Tapferkeitsmedaille, dem Deutschritterkreuz und dem Schlesischen Adler beider Klassen ausgezeichnet. Später erhielt er noch die Gedenkmünze an den Krieg sowie das Verwundetenabzeichen in Schwarz.

### Weimarer Republik
Nach seinem Ausscheiden aus der Armee am 30. April 1919 begann Schroedter ab dem Zwischensemester 1919 ein Studium der Zahnmedizin an der Friedrich-Wilhelms-Universität Breslau. Dort bestand er im Juni 1920 das Vorexamen und im Juli 1922 das Staatsexamen mit dem Prädikat gut. 1923 promovierte er mit einer Dissertation Über einen Fall von Kiefernekrose nach Arsenanwendung zum Dr. med. dent. Anschließend ließ er sich als Zahnarzt in Liegnitz nieder.
Während seines Studiums nahm Schroedter im März 1920 mit dem Sturmbataillon der 3. Marinebrigade in Breslau am Kapp-Putsch teil. Im Frühjahr 1921 bekämpfte er mit dem Freikorps Roßbach den „3. Oberschlesischen Aufstand“ in der Provinz Oberschlesien.
Mit Eintrittsdatum vom 1. November 1930 trat Schroedter in die NSDAP ein (Mitgliedsnummer 351.249). Außerdem wurde er Mitglied der Sturmabteilung (SA), der Saalschutz- und Straßenkampforganisation der Partei. In den folgenden Jahren gehörte Schroedter zum engeren Kreis um den schlesischen SA-Chef Edmund Heines. Mit Wirkung zum 1. Oktober 1931 wurde Schroedter zum Führer der SA-Standarte 58 ernannt und gleichzeitig zum SA-Standartenführer befördert.

### NS-Staat und Ermordung
Nach dem Machtantritt der Nationalsozialisten im Frühjahr 1933 wurde Schroedter mit Wirkung zum 7. Juli 1933 zum SA-Oberführer befördert und kurz darauf, zum 1. September 1933, unter Enthebung von seiner bisherigen Dienststelle, zum Führer der SA-Standarte 56 ernannt.
Bereits wenige Wochen nachdem er die Führung der SA-Standarte 56 übernommen hatte, wurde Schroedter zum 15. Oktober 1933 dieser Stellung wieder enthoben, und stattdessen mit der Führung der SA-Brigade 33 in Dresden beauftragt. Schroedters Wechsel von Schlesien nach Sachsen hing wahrscheinlich mit der kurz zuvor erfolgten Übernahme der Führung der sächsischen SA durch Hans Hayn, der von 1931 bis 1933 als Stabsführer der SA-Gruppe Schlesien Schroedters Vorgesetzter dort gewesen war, zusammen. Nachdem Schroedter sich auf seinem neuen Posten in Sachsen bewährt hatte, wurde seine Versetzung durch die zum 1. Januar 1934 erfolgende Ernennung zum Führer der SA-Brigade 33 permanent gemacht. Hiermit verbunden war Schroedters Ernennung zum Standortführer der SA für den Standort Dresden.
In dieser Stellung wurde Schroedter am 30. Juni 1934 im Zuge der Röhm-Affäre verhaftet und in das Dresdener Polizeipräsidium gebracht. Aufgrund eines dem Befehlshaber der SS in Dresden, Friedrich Karl von Eberstein, aus Berlin übermittelten Befehls des Leiters des Sicherheitsdienstes der SS, Reinhard Heydrich, wurden Schroedter und drei weitere Personen (Ernst Ewald Martin, Lamberdus Ostendorp, Otto Pietrzok) im Laufe der Nacht zum 1. Juli 1934 in die SS-Kaserne in Dresden-Trachenberge gebracht und dort in den frühen Morgenstunden des 1. Juli von einem von Karl Otto Koch kommandierten Peloton aus SS-Männern der Politischen Bereitschaft Sachsen auf dem sogenannten Heller erschossen. In der offiziellen Totenliste zum Röhm-Putsch wird Schroedter irrtümlich mit dem Namen Joachim Schröder identifiziert.
Schroedters Leiche wurde kremiert und die Urne seiner Ehefrau übermittelt. Diese ließ ihn in Berlin beerdigen. Die Trauerrede bei der Beisetzung der Urne hielt der spätere Generalsuperintendent Gerhard Jacobi.

## Ehe und Familie
Schroedter war seit dem 20. Januar 1934 mit Beatrice Ferber (* 24. August 1909 in München) verheiratet.

## Schriften
- Über einen Fall von Kiefernekrose nach Arsenanwendung, 1923. (Dissertation)